# Collectieve arbeidsovereenkomst
Een collectieve arbeidsovereenkomst (cao) is een schriftelijke overeenkomst waarin afspraken over arbeidsvoorwaarden zijn vastgelegd die overeen zijn gekomen tussen een of meer werkgevers of werkgeversorganisaties met een of meer werknemersorganisaties. De onderhandelingen gaan in veel gevallen via de vakraad. Het collectief onderhandelen moet de gelijkwaardigheid van de partijen verzekeren. De cao werkt door in de individuele arbeidsovereenkomst die een werkgever en werknemer met elkaar sluiten. Met CAO wordt veelal een specifieke cao bedoeld, met cao de collectieve arbeidsovereenkomst in het algemeen.
Het recht op collectief onderhandelen en het recht op vereniging in werknemersorganisaties is onder meer vastgelegd in het Europees Sociaal Handvest.

## Werking
Met het aangaan van een cao beperken de partijen hun contractvrijheid; volgens het principe van doorwerking wordt de individuele arbeidsovereenkomst gewijzigd door de bepalingen in de cao, ook die van de ongebonden werknemers. In het geval van een algemeen verbindend verklaarde cao geldt deze ook voor ongebonden werkgevers in de bedrijfstak.
In hoeverre de normatieve bepalingen de individuele arbeidsovereenkomst bepalen en dus de contractvrijheid beperkt is, is afhankelijk van het soort cao. Bij een minimum-cao geldt dat elke werknemer individueel betere voorwaarden overeen kan komen met de werkgever. Bij een standaard-cao is men gebonden aan de voorwaarden uit de cao en is er van individuele contractvrijheid geen sprake meer gedurende de looptijd van de cao. Tussenvormen zijn ook mogelijk, zoals een loongebouw waarbinnen elke functie een eigen bandbreedte heeft.

### Doorwerking
De doorwerking betreft vooral de normatieve of horizontale bepalingen, de afspraken die betrekking hebben op de relatie tussen de werkgever en de werknemers, vooral de arbeidsvoorwaarden. Ook diagonale bepalingen - de bepalingen die betrekking hebben op de relatie tussen een individuele werkgever en de vakbond - werken door. Obligatoire of verticale bepalingen - de afspraken die worden gemaakt die betrekking hebben op de onderhandelingspartners - werken niet door.

### Nawerking
Als een cao afloopt terwijl er nog geen nieuwe cao overeen is gekomen, ontstaat er weer individuele contractvrijheid en vervallen de verticale en diagonale bepalingen. Dit geldt echter niet voor de horizontale bepalingen. Ook na het aflopen van de cao blijven deze deel uitmaken van de individuele arbeidsovereenkomst, de nawerking van de cao-bepalingen.

## Inhoud
In een cao kunnen dezelfde soort afspraken worden vastgelegd die normaal gesproken in een arbeidsovereenkomst staan. In de arbeidsovereenkomst wordt veelal verwezen naar de toepasselijke cao. Denk daarbij aan:
- arbeidsduur;
- beloning (loonschalen);
- onregelmatigheidstoeslag;
- functiewaarderingsysteem;
- ATV- en vakantieregelingen;
- overwerkregeling;
- regelingen in geval van ziekte;
- arbeidsomstandigheden en veiligheid van de werknemer;
- (pre)pensioenregeling;
- ontslagregelingen.

## Cao-eisen en -onderhandelingen
Een cao kent een bepaalde looptijd (maximaal 5 jaar). Aan het einde van de looptijd eindigt een cao van rechtswege of door opzegging (afhankelijk wat in de specifieke CAO is afgesproken) en wordt een cao opnieuw voor een bepaalde tijd aangegaan. Daarbij worden gewoonlijk van de kant van de werknemers en door de werkgevers voorstellen gedaan, waarover tussen de partijen wordt onderhandeld. Dat kan soepel verlopen, maar soms is het een moeizaam proces dat maanden (of zelfs jaren) kan duren. Veranderde omstandigheden (waaronder wetswijzigingen) en afspraken die de partijen ooit goed uitkwamen, maar eenzijdig nadelig zijn gaan werken, kunnen grotere wijzigingen vereisen dan gewoonlijk. Wanneer de werkgever(svereniging) in de ogen van de vakbonden niet voldoende bereid is afspraken te wijzigen, kan dat in extreme gevallen leiden tot (grootschalige) stakingen.
Vakbonden en werkgeversorganisaties spelen in dit hele onderhandelingsproces een actieve rol.

## Nederland
In de Wet cao staat wat verstaan moet worden onder een cao en wie bevoegd is tot het afsluiten van een cao. Met de Wet AVV kan een cao algemeen verbindend worden verklaard voor een gehele bedrijfstak.

### Geldigheid
Indien de werkgever (of de werkgeversorganisatie waarvan hij of zij lid is) partij is bij een cao, maar de werknemer niet, is de cao toch van toepassing.
Op verzoek van bij een cao betrokken partijen kan de minister van Sociale Zaken en Werkgelegenheid een cao "algemeen verbindend" verklaren (avv = algemeen verbindend verklaring). Dit heeft tot gevolg dat die cao van toepassing wordt verklaard op de gehele bedrijfstak, ongeacht of de betrokken werkgevers daarin nu wel of niet georganiseerd zijn (dat wil zeggen: wel of niet lid zijn van een werkgeversorganisatie).
Indien een cao van toepassing is gelden de bepalingen die daarin staan. Als de cao een minimum karakter kent, is het wel toegestaan om in een bedrijfsregeling of individuele arbeidsovereenkomst in voor de werknemer gunstige zin af te wijken van de cao. Echter, afwijkende afspraken die nadelig uitpakken voor de werknemer zijn nietig.
In sectoren waar geen cao geldt, moeten werknemers individueel met hun werkgever over hun arbeidsvoorwaarden onderhandelen. Hierbij kan ook de ondernemingsraad een rol spelen.
Midden jaren negentig trok de Nederlandse economie als een van de eerste Westerse economieën aan. Als een mogelijke verklaring hiervoor werd het poldermodel genoemd, samenwerking in plaats van oppositievoering tussen werkgevers- en werknemersorganisaties, die vaak geformaliseerd wordt door het opstellen of wijzigen van een cao. Een van de basisvoorwaarden voor dit beleid was loonmatiging en een ook op andere vlakken gematigde opstelling van de vakbonden.

## België
In België zijn er drie grote soorten cao's:

### Nationale cao
Een nationale cao wordt afgesproken in de Nationale Arbeidsraad (NAR). Deze raad is paritair samengesteld tussen werknemers- en werkgeversorganisaties. Ze heeft betrekking op de volledige economie, een aantal sectoren samen of op één sector indien er geen actief paritair comité bestaat. Ze blijft echter ondergeschikt aan de arbeidswetgeving.

### Sectorale cao
Een sectorale cao wordt afgesloten in een paritair (sub)comité. Een paritair (sub)comité is bevoegd voor een bepaalde (deel)sector. Hierin zetelen werkgevers -en werknemersorganisaties.
In principe is een sectorale cao bindend voor alle werkgevers en werknemers in de sector, zelfs wanneer de werkgever niet behoort tot de organisaties die de cao afsloten. In dat laatste geval kan er via de individuele overeenkomst afgeweken worden van de cao. Een sectorale cao kan ook algemeen verbindend verklaard worden. Als dat gebeurt, kan er niet meer afgeweken worden van de cao.

### Ondernemings-cao
Ook buiten een paritair orgaan kunnen cao's afgesloten worden, een ondernemings-cao. Deze cao wordt afgesloten tussen één of meerdere erkende vakorganisaties en één of meerdere werkgevers.